# Energie termică
Energia termică este energia conținută de un sistem fizic și care poate fi transmisă sub formă de căldură altui sistem fizic pe baza diferenței dintre temperatura sistemului care cedează energie și temperatura sistemului care primește energie. Exemple: energia aburului, energia apei calde sau fierbinți, energia gazelor calde etc. Este inclusă în energie internă.
Energia termică poate fi transformată direct în energie electrică prin metode termoelectrice, termoionice și magnetohidrodinamice.